# Katholische Frauenbewegung Österreichs
Die Katholische Frauenbewegung Österreichs (Eigenbezeichnung kfb, oft auch abgekürzt KFBÖ) ist eine kirchliche Laienorganisation im Rahmen der Katholischen Aktion.

## Beschreibung
Die 1947 in Maria Plain in Salzburg gegründete KFB ist mit rund 170.000 Mitgliedern die größte Frauenorganisation Österreichs und hat ihre Wurzeln in der 1906 initiierten „Katholischen Frauenorganisation“ (KFO). Vorsitzende ist Veronika Pernsteiner.
Die organisatorische Struktur der österreichweit in Erscheinung tretenden Bewegung entspricht dem hierarchischen Aufbau der Katholischen Kirche. Demnach gibt es untergeordnete Gremien auf Pfarr-, Dekanats-, Vikariats- und Diözesanebene. Rechtsträger der gesamtösterreichischen Tätigkeit ist der 1948 gegründete Verein Katholisches Frauenwerk in Österreich, dessen Vorstand ident mit jenem der KFB Österreich ist.

## Österreichweite Aktivitäten
- Die Aktion Familienfasttag der KFB Österreich wurde 1958 von der damaligen Vorsitzenden Herta Pammer initiiert und verfügt seit Dezember 2002 über das Österreichische Spendengütesiegel.
- Seit 1997 wird der Herta-Pammer-Preis in einem zweijährigen Rhythmus als Auszeichnung für wissenschaftliche und journalistische Arbeiten über Frauen und Entwicklungsförderung vergeben und ist mit 7.000 Euro dotiert.
- Die KFB Österreich ist Herausgeberin der Frauenzeitschrift Welt der Frauen.

## Liste der Vorsitzenden
- Berta Wolf (1947 bis 1957)
- Herta Pammer (1957 bis 1978)
- Inge Loidl (1978 bis 1987)
- Ingrid Klein (1987 bis 1999)
- Margit Hauft (2000 bis 2011)
- Barbara Haas (2012 bis 2015)
- Veronika Pernsteiner (2015 bis 2020)
- Angelika Ritter-Grepl (seit 2020)